# Bannes (Lot)
Bannes é uma comuna francesa na região administrativa de Occitânia, no departamento de Lot. Estende-se por uma área de 10,11 km². Em 2010 a comuna tinha 146 habitantes (densidade: 14,4 hab./km²).